# Родна кућа народног хероја Светозара Марковића Тозе
Родна кућа народног хероја Светозара Марковића - Тозе се налази у Тарашу, северозападно од Зрењанина, у улици Маршала Тита бр. 46. Кућа представља културно добро од великог значаја.

## Историја и карактеристике
Светозар Марковић, звани Тоза је рођен је 1913. године у селу Тарашу и био је члан КПЈ од 1936. године. Руководио је је као организациони секретар Покрајинског комитета од 1941. године. Борио се против окупатора у Војводини. Био је покретач и уредник листова „Истина“(издање за Бачку) и „Слободна Војводина“. Право у руке мађарских фашиста пада у новембру 1942. године, а обешен је у Новом Саду, фебруара 1943. године.
Његова кућа се налази на крају села и има укупно пет соба од којих две гледају према улици и кућа је покривена двоводним кровом. Кућа је обележена спомен-плочом.